# ¿Qué me faltó?
"¿Qué me faltó?" é uma canção da dupla americana de música pop Ha*Ash. Foi lançado pela Sony Music Latin em 4 de janeiro de 2019 como single. É o  quarto e último single publicado do seu álbum de estúdio 30 de febrero (2017).

## Composição e desempenho comercial
"¿Qué me faltó?" foi escrito por Ashley Grace, Hanna Nicole e José Luis Ortega, enquanto Hanna Nicole e George Noriega produziu a música. A música é uma balada. "A música é sobre aquela pessoa que vimos como um príncipe azul, com quem nós seríamos todas as nossas vidas, mas você percebe que o relacionamento não funciona, e então você o vê feliz com outra pessoa e você se pergunta; O que está faltando?" explicou Ashley Grace sobre a música. A canção atingiu a segunda posição da mais ouvida nas rádios do México.

## Vídeo musical
O vídeo musical de "¿Qué me faltó?" foi filmado na Oaxaca, México e dirigido pelo produtor Toño Tzinzun e foi lançado em 4 de janeiro de 2019 na plataforma YouTube no canal oficial de Ha*Ash. O vídeo mostra a dupla cantando na praia, e vídeos dos momentos que eles tiveram nos diferentes países que visitaram durante sua turnê atual.

### VersãoEn vivo
O videoclipe gravado para o álbum ao vivo En vivo, foi lançado em 6 de dezembro de 2019. O vídeo foi filmado em Auditório Nacional em Cidade do México, no dia 11 de novembro de 2018.

## Performances
Ha*Ash cantou a faixa ao vivo pela primeira vez no "Al Aire con Paola Rojas" em 06 de  dezembro de 2018.

## Desempenho nas tabelas musicais

### Posições
| Tabela musical (2019)             | Maior posição |
| --------------------------------- | ------------- |
| México - (Monitor Latino)         | 2             |
| México - (Monitor Latino Tocadas) | 8             |

## Vendas e certificações
| Região                                                                                       | Certificação  | Vendas/distribuição |
| -------------------------------------------------------------------------------------------- | ------------- | ------------------- |
| México (AMPROFON)                                                                            | Platina+ Ouro | 90,000 ^            |
| *vendas baseadas apenas na certificação ‡dados de streaming baseados somente em certificação |               |                     |

## Histórico de lançamento
| Região       | Data                 | Formato          | Gravadora        | Ref.  |
| ------------ | -------------------- | ---------------- | ---------------- | ----- |
| Mundialmente | 4 de janeiro de 2019 | Digital download | Sony Music Latin | [ 1 ] |